# Reino de Tondo
```
   |-
       |
Erro:
:  
valor não especificado para "
nome_comum
"

   |-
       | 
Erro:
:  
valor não especificado para "
continente
"
```

O Reino de Tondo (tagalo Tundo, Tundun, Tundok, Lusung) foi um poderoso reino situado na ilha de Lução, atual Filipinas. Foi o maior centro político e cultural das Filipinas pré-coloniais cujo centro se encontrava na atual Manila, capital do moderno país.
Foi fundado aproximadamente no século XI pela Casa de Tondo, de ascendência hindu. Com o passar dos tempos foi dominando a região do rio Pasig e foi um importante reino que comerciava com a China, Índia e antigos reino das ilhas de Bornéu, Java, Timor e Sumatra.  Seu maior rival político, militar e comercial foi o Império do Brunei, que na época dominava quase toda ilha de Bornéu e também realizava comercio com outros reinos do Sudeste Asiático. Cerca de 1500 ocorreu uma guerra entre ambos os reinos pelo controle da ilha de Lução, que foi vencida pelos rajás de Tondo, firmando seu controle e influência nas outras ilhas das Filipinas. 
A partir de 1520 os locais tiveram os primeiros contatos com espanhóis, que iniciaram a colonização das Filipinas a partir de 1565. A partir de 1588, os espanhóis exigiram subordinação do rajá de Tondo, Suleiman III, ao rei de Espanha. O soberano nativo se negou e logo começou uma grande guerra entre os nativos de Lução e os espanhóis assentados em Panay, liderados por Miguel López de Legazpi. O reino foi conquistado em 1589 e em 19 de junho de 1591 os nativos incendiaram e destruíram da cidade de Tondo para evitar o saque dos espanhóis. Logo depois eles fugiram para outras ilhas. 
No lugar da antiga Tondo, situa-se a atual cidade de Manila, fundada por espanhóis e hoje a capital da moderna República das Filipinas. 